# Дрейссены
Дрейссе́ны (лат. Dreissena) — род двустворчатых моллюсков семейства дрейссенид.
Распространены в тропической части Атлантического океана, у берегов Европы, Малой Азии, а также в Чёрном, Каспийском и Аральском морях. Обитают в солоноватых и пресных водах.
Клиновидная раковина длиной от 0,8 до 5 см от зеленоватого до коричневого цвета с зигзагообразным рисунком. Личинка (велигер) недолго плавает, затем прикрепляется к подводным предметам. Активно фильтруя воду, способствуют её биологической очистке. Являются пищей для рыб.

## Виды
- Dreissena polymorpha — Речная дрейссена
- Dreissena bugensis — Бугская дрейссена
- Dreissena rostriformis
- Dreissena stankovici
- Dreissena caspia — Каспийская дрейссена
- Dreissena elata